# Umberto Dario Paulucci de Calboli
Umberto Dario Paulucci de Calboli (Bassano del Grappa, 28 novembre 1889 – Napoli, 2 dicembre 1974) è stato un ufficiale, ingegnere e ricercatore italiano riconosciuto con il cavalierato dell'ordine della corona d’Italia.

## Biografia
La famiglia Dario Paulucci de Calboli è una antichissima famiglia e costituisce il ramo veneziano dei nobili Paulucci de Calboli forlivesi, conti del Sacro Romano Impero dal 16 settembre 1635.
Originata dal matrimonio tra Camillo Dario (discendente di Giovanni proprietari di Ca' Dario a Venezia) e Maria Giuseppa Paulucci de Calboli uniti in matrimonio nel 1766 da cui nacquero Vincenzo nel 1770 e Antonio nel 1771.
Dal matrimonio tra Antonio Dario Paulucci De Calboli e Anna Albinoni nacque nel 1802 Marco Dario Paulucci che sposò a Venezia il 29 settembre 1824 Giacomina Maria Reali.
Il figlio Conte Antonio Dario-Paulucci de Calboli nato a Firenze 29 settembre 1825 sposato con la Nobile Irene Grondoni di Venezia (12 marzo 1853) è riportato nell'annuario della nobiltà italiana del 1875 insieme al figlio Lorenzo nato il 22 maggio 1858.
Umberto, Antonio, Girolamo Dario Paulucci de Calboli  nacque a Bassano del Grappa il 28 novembre 1889 Da Lorenzo Dario Paulucci de Calboli e Aurora Coscinà.
Il predicato nobiliare de Calboli non fu mai registrato (cognomizzato) a seguito della Legge che ne prevedeva apposita  istanza perché non ritenuto rilevante rispetto alla sostanza della persona. Questa circostanza esprime l’essenza di Umberto che fu uomo di enorme caratura morale.
Il 18 agosto 1915 sposa, previo Regio assentimento, Maria Ussani duchessa di Accadia e Baronessa di Costabaccaro, di antica famiglia napoletana nata dall’unione degli Ussani con la linea Accadia Costabaccaro originata dal il matrimonio tra Ferdinando d’Escobar e Giustiniana Venafro Dentice figlia di Don Fabrizio Duca di Accadia Conte di Santa Maria Ingrisone e di Donna Chiara Lucrezia  Ravaschieri Fieschi dei Duchi di Roccapiemonte. Il figlio Francesco Ussani di Accadia Sposò Matilde Cigala dei Principi di Tiriolo e di Marsicovetere il 16/6/1885 da cui nacque Maria il 7/3/1985 sposa di Umberto..

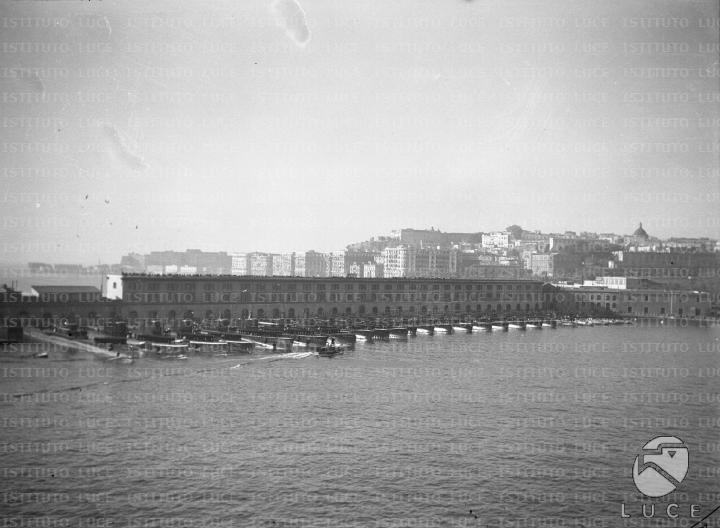
Stazione Sommergibili Molo San Vincenzo, Napoli

### Carriera militare
Nel 1908, appena raggiunta la maggiore età entra , nell'accademia navale a Livorno.
Nel 1911 Con il grado di Guardiamarina partecipò alla guerra italo turca imbarcato sul torpediniere Etna e nel 1912 sulla corazzata Dandolo.
Prese parte alla prima guerra mondiale dapprima con il grado di sottotenente di vascello su varie unità navali e successivamente come Tenente di vascello fu destinato ai sommergibili svolgendo il servizio sul sommergibile F1, poi sul sommergibile F8, successivamente sul sommergibile F4 e il sommergibile Nautilus.

### Gli anni da ingegnere
Nel 1923 lasciò il servizio attivo per dedicarsi alla attività ingegneristica e di ricerca. Inizialmente in cantieri navali, in quel periodo depositò diversi brevetti molto avveniristici per l’epoca tra cui un cambio idraulico e una valvola idraulica fino ad ottenere una preziosa nomina presso La Precisa di Milano.

### Ritorno in Marina
Di li a poco, però fu richiamato in servizio per l’arrivo della Seconda guerra mondiale e con il grado di Capitano di Corvetta dal 1939 gli fu affidato dapprima il comando della Base sommergibili di Brindisi e dal 1940 il comando della stazione sommergibili al Molo San Vincenzo di Napoli.
Alla fine della guerra fu promosso Capitano di Fregata dal 1945 e fu congedato nel 1952 per motivi di salute.
Dopo il congedo continuò la sua attività ingegneristica ideando altre innovazioni meccaniche tra cui un sistema di preriscaldamento del gasolio per motori diesel fino alla sua morte avvenuta nel 1974